# Yasuhiko Arakawa
Yasuhiko Arakawa (Japanese 荒川 泰彦, Arakawa Yasuhiko; * 6. November 1952 in der Präfektur Aichi) ist ein japanischer Physiker.
Arakawa erhielt den Bachelor of Science (1975), den Master of Science (1977) und den Ph.D. (1980) in Elektrotechnik an der University of Tokyo. Ab 1980 war er Assistenzprofessor an der University of Tokyo und seit 1993 ist er Professor, derzeit im Research Center for Advanced Science and technology. Er ist ferner Direktor des Nanoelectronics Research Center am Institute of Industrial Science der University of Tokyo und Research Professor bei Nippon Telegraph and Telephone.
Die Forschungsschwerpunkte sind Wachstum und Physik von Halbleiter-Nanostrukturen, insbesondere für optoelektronische Geräte wie z. B. Laser.

## Auszeichnungen
- Niwa Memorial Award
- Excellent Paper Award des IECE
- Young Scientist Award[3]
- International Symposium on GaAs and Related Compound Semiconductors
- IBM Award
- Distinguished Achievement Award des IEICE
- Hattori Hoko Award
- Sakura-Kenjiro Award von OITDA
- Electronics Award from IEICE
- Nissan Science Award
- 2004 Esaki Award (mit Hiroyuki Sakaki)
- 2010 NEC C&C Foundation Awards 2010 C&C Prize to Yasuhiko Arakawa[4]
- 2011 Nick Holonyak, Jr. Award
- 2017 Mitglied der National Academy of Engineering
- 2019 IEEE Jun-ichi Nishizawa Medal